# Kirchberg (powiat Erding)
Kirchberg – miejscowość i gmina w Niemczech, w kraju związkowym Bawaria, w rejencji Górna Bawaria, w regionie Monachium, w powiecie Erding, wchodzi w skład wspólnoty administracyjnej Steinkirchen. Leży około 15 km na północny wschód od Erdinga.

## Demografia
| Rok  | Liczba mieszk. |
| ---- | -------------- |
| 1970 | 769            |
| 1987 | 732            |
| 2000 | 863            |
| 2007 | 901            |

Dane o ludności z 31 grudnia 2008:
| Opis                                | Ogółem | Ogółem | Kobiety | Kobiety | Mężczyźni | Mężczyźni |
| ----------------------------------- | ------ | ------ | ------- | ------- | --------- | --------- |
| Jednostka                           | osób   | %      | osób    | %       | osób      | %         |
| Populacja                           | 906    | 100    | 425     | 46,91   | 481       | 53,09     |
| Wiek przedprodukcyjny (0–17 lat)    | 187    | 20,64  | 86      | 9,49    | 101       | 11,15     |
| Wiek produkcyjny (18–65 lat)        | 567    | 62,58  | 261     | 28,81   | 306       | 33,77     |
| Wiek poprodukcyjny (powyżej 65 lat) | 152    | 16,78  | 78      | 8,61    | 74        | 8,17      |

## Polityka
Wójtem gminy jest Johann Grandinger, rada gminy składa się z 8 osób.
|      | UWV/AWG | Razem |
| 2008 | 8       | 8     |
| 2002 | 8       | 8     |